# سارة بركة
سارة بركة (مواليد 17 أغسطس 1991) هي لاعبة تجديف مصرية، مثّلت مصر في دورة لندن 2012.

## المشاركة الأولمبية

### لندن 2012
| الرياضيّة             | الحدث          | التصفيات | التصفيات | إعادة التأهيل | إعادة التأهيل | نصف النهائي | نصف النهائي | النهائي | النهائي |
| الرياضيّة             | الحدث          | الوقت    | الترتيب  | الوقت         | الترتيب       | الوقت       | الترتيب     | الوقت   | الترتيب |
| -------------------- | -------------- | -------- | -------- | ------------- | ------------- | ----------- | ----------- | ------- | ------- |
| سارة بركة فاطمة راشد | وزن خفيف ثنائي | 7:45.23  | 6 R      | 7:54.01       | 6 FC          | تلقائي      | تلقائي      | 8:14.17 | 17      |

الرموز: FA=نهائي A (ميدالية)؛ FB=نهائي B (بدون ميدالية)؛ FC=نهائي B C (بدون ميدالية)؛ FD=نهائي B D (بدون ميدالية)؛ FE=نهائي E (بدون ميدالية)؛ FF=نهائيB F (بدون ميدالية)؛ SA/B=نصف النهائي A/B؛ SC/D=نصف النهائي C/D؛ SE/F=نصف النهائي E/F؛ R=إعادة التأهيل

## روابط خارجية
- سارة بركة على موقع الاتحاد الدولي للتجديف (الإنجليزية)
- سارة بركة على موقع اللجنة الأولمبية الدولية (الإنجليزية)
- سارة بركة على موقع أوليمبيديا (الإنجليزية)